# أسلحة قتالية
الأسلحة القتالية (أو أسلحة الحرب في المصطلحات غير الأمريكية) هي القوات الموجودة ضمن القوات المسلحة الوطنية التي تشارك في القتال التكتيكي المباشر على الأرض. بشكل عام، تشمل هذه الوحدات التي تحمل أو تستخدم الأسلحة، مثل وحدات المشاة، والفرسان، والمدفعية. يُعرف استخدام أسلحة قتالية متعددة بشكل متكامل باسم الأسلحة المشتركة. في بعض الجيوش، مثل الجيش البريطاني والجيش الكندي، تُصنف وحدات المدفعية والمهندسين القتاليين ضمن فئة **الدعم القتالي**، بينما في جيوش أخرى، مثل الجيش الأمريكي، تُعتبر جزءًا من الأسلحة القتالية. تُعتبر القوات المدرعة سلاحًا قتاليًا بالاسم، على الرغم من أن العديد منها له تاريخ مشتق من وحدات الفرسان.
يتم تضمين المدفعية كسلاح قتالي بشكل أساسي بناءً على تاريخ استخدام المدافع في القتال القريب، ولاحقًا في دور مكافحة الدبابات حتى ظهور الصواريخ الموجهة المضادة للدبابات. يُعد تضمين القوات الخاصة في بعض الجيوش كسلاح قتالي منفصل أمرًا عقائديًا غالبًا، لأن قوات وحدات القوات الخاصة هي في الأساس مشاة متخصصة، غالبًا ما تكون مرتبطة تاريخيًا بوحدات المشاة الخفيفة العادية.

## قوات الكومنولث البريطاني
في بعض دول الكومنولث، تشمل الأسلحة القتالية في الجيش:
- المشاة
- المدرعات
- المدفعية
- المهندسين القتاليين
- الطيران القتالي
- الدفاع الجوي الميداني

يُعتبر الدفاع الجوي الميداني جزءًا من فرع المدفعية في كندا، كما أن جميع أصول الطيران تابعة لسلاح الجو الملكي الكندي (RCAF) وليس الجيش.

## الجيش الأمريكي
حاليًا، تستخدم العقيدة التنظيمية للجيش الأمريكي تصنيف **"المناورة، النيران، والتأثيرات"** (MFE) لتجميع فروع الأسلحة القتالية، وأربعة فروع أخرى، في مجالات وظيفية تشمل المناورة، النيران، دعم المناورة، وقوات العمليات الخاصة الأمريكية.
كانت الأسلحة القتالية "التقليدية" هي المشاة، المدفعية، والفرسان، حيث تم تعريفها على أنها الفروع التي تتمثل مهمتها الأساسية في الاشتباك المسلح مع قوة معادية.
في الجيش الأمريكي، كانت الفروع التالية تُصنف تقليديًا من عام 1968 حتى عام 2001 كأسلحة قتالية:
- المشاة (1775)
- المدفعية الميدانية (المدفعية 1775 / أعيد تصنيفها كمدفعية ميدانية 1968)
- مدفعية الدفاع الجوي (تم إنشاؤها عام 1968)
- المدرعات بما في ذلك الفرسان المدرعون، الفرسان الخفيفون،[3] وسابقًا، الفرسان الجويون (الفرسان 1776 / أعيد تصنيفهم كمدرعات 1950)

كان فرع المدفعية يشمل مدفعية السواحل حتى أصبح فرعًا منفصلًا في عام 1907. كما شملت مدفعية السواحل مدفعية الدفاع الجوي من عام 1920 حتى إلغائها في عام 1950. بقيت مدفعية الدفاع الجوي تحت فرع المدفعية حتى عام 1968 عندما أصبحت فرعًا منفصلًا يُعرف بفرع مدفعية الدفاع الجوي، وأعيد تصنيف فرع المدفعية كفرع المدفعية الميدانية. تم دمج فرع الفرسان رسميًا في فرع المدرعات في عام 1950، على الرغم من أن العديد من الوحدات استمرت في حمل تسمية "الفرسان".
منذ عام 2001، أدرجت عقيدة الجيش الأمريكي الطيران القتالي، العمليات الخاصة، وقوات المهندسين القتاليين ضمن تصنيف الأسلحة القتالية.
- طيران الجيش (على سبيل المثال، وحدات مروحيات الهجوم وفرسان الجو) (1983)

قبل إنشاء فرع طيران الجيش في عام 1983، كانت الفروع المختلفة للجيش مسؤولة عن أنواع محددة من الطائرات وفقًا للمهمة/النموذج. على سبيل المثال، كانت مروحيات الهجوم UH-1 وUH-60 تابعة لفرع المشاة، بينما كانت وحدات الإخلاء الطبي UH-1 وUH-60 تابعة لفيلق الخدمات الطبية. كانت وحدات طائرات الشحن، مثل CH-47 وCH-54 وCV-2/C-7، تابعة لفيلق النقل، بينما كانت طائرات OV-1 تابعة لفيلق الاستخبارات العسكرية. كانت مروحيات الهجوم AH-1 وAH-64، بالإضافة إلى مروحيات المراقبة OH-6 وOH-58، تابعة إما لفرع المدرعات (لوحدات مروحيات الهجوم وفرسان الجو) أو لفرع المدفعية الميدانية لوحدات المدفعية الصاروخية الجوية (ARA). فقط وحدات طيران الجيش المشاركة مباشرة في القتال المسلح، مثل فرسان الجو، مروحيات الهجوم، المدفعية الصاروخية الجوية، أو عمليات مروحيات الهجوم، كانت تُعتبر بشكل صحيح كـ"أسلحة قتالية."
بدأ طيران الجيش، بتمييزه عن قوات الجو للجيش (AAF 1941–1947) وسابقتها، فيلق الجو للجيش (AAC 1926–1942)، رسميًا في 6 يونيو 1942 مع التصريح باستخدام طائرات اتصال عضوية لأداء مراقبة جوية لوحدات المدفعية. (من 20 يونيو 1941 حتى 9 مارس 1942، كانت قوات الجو للجيش وفيلق الجو للجيش موجودة بشكل متزامن كـ"فروع" للجيش الأمريكي).
من عام 1942 حتى عام 1983، لم يكن للجيش "فرع طيران"، بل كان ضباطه (باستثناء الضباط المكلفين) والأفراد المجندون يعينون في فروع أساسية أو يُخصصون (للجنود المجندين) لوحدات تابعة لفروع مختلفة بناءً على التخصص العسكري (MOS) الخاص بهم. كان الضباط المكلفون (من ملازم ثاني إلى مقدم) يُعينون عادة في وحدات طيران تابعة للفرع المسؤول عنهم.
هذا يعني أن معظم ضباط المشاة كانوا يُعينون في وحدات مروحيات الهجوم، بينما كان ضباط المدرعات والمدفعية الميدانية يُعينون على الأرجح في وحدات مروحيات الهجوم أو المدفعية الصاروخية الجوية، على التوالي. كان ضباط المشاة والمدرعات المكلفون كطيارين يُعينون في وحدات فرسان الجو، حيث كانت هذه الأسراب تتكون من وحدات تحتوي على مزيج من مروحيات الهجوم، الاستطلاع الجوي، ووحدات "البنادق الجوية". كانت الفروع الأخرى التي توفر ضباط طيران تشمل فيلق الخدمات الطبية، فيلق الاستخبارات العسكرية، وفيلق النقل لوحدات الطيران التابعة لهم. بشكل أقل شيوعًا، كان هناك بعض الضباط من مدفعية الدفاع الجوي، فيلق المهندسين، فيلق الذخيرة، وفيلق الإشارة الذين كانوا معتمدين كطيارين في الجيش ويعينون في وحدات طيران الجيش المختلفة.
حتى عام 2004، كان ضباط الصف الطيارون (Warrant Officers - WO) في الجيش يُعينون/يُكلفون في سلاح ضباط الصف في الجيش بشكل عام، وفي تخصص ضابط الصف (WO MOS) الذي يكونون مؤهلين له بناءً على فئة الطائرات (أي ذات الأجنحة الثابتة أو الدوارة) ونوع/طراز الطائرات التي يحملون تصنيفًا فيها. بعد ذلك، يتم تعيينهم في وحدات الطيران العسكري حسب الحاجة لتأهيلاتهم الخاصة بالطائرات.
- القوات الخاصة (1987)

من عام 1952 حتى عام 1987، كانت القوات الخاصة (Special Forces - SF) في الجيش تُعتبر بشكل أساسي جزءًا من فرع المشاة، حيث كان معظم ضباطها والعديد من جنودها المجندين يأتون من خلفيات تخصصات المشاة التقليدية. ومع ذلك، وفي عام 1987، وبسبب التركيز المتزايد على العمليات الخاصة، تم تأسيس القوات الخاصة كفرع قتالي أساسي مستقل.
- سلاح المهندسين (1775) (مهندسو القتال 2001)

توفر وحدات مهندسي القتال إمكانيات الحركة، ومقاومة الحركة، والبقاء لدعم وحدات المناورة، ولديها مهمة ثانوية للقتال كوحدات مشاة.

## قوات مشاة البحرية الأمريكية
تحدد عقيدة قوات مشاة البحرية الأمريكية فقط قوات المشاة كأسلحة قتالية (Combat Arms)، بينما تُعتبر جميع قوات عنصر القتال البري الأخرى (مثل المدفعية الميدانية، والبرمائيات الهجومية، ومهندسي القتال، والاستطلاع المدرع الخفيف، والاستطلاع، والدبابات) بمثابة دعم قتالي (Combat Support). أما الدفاع الجوي، كجزء من طيران مشاة البحرية، فيندرج ضمن عنصر القتال الجوي (Aviation Combat Element)